# 錫吉斯萬格山

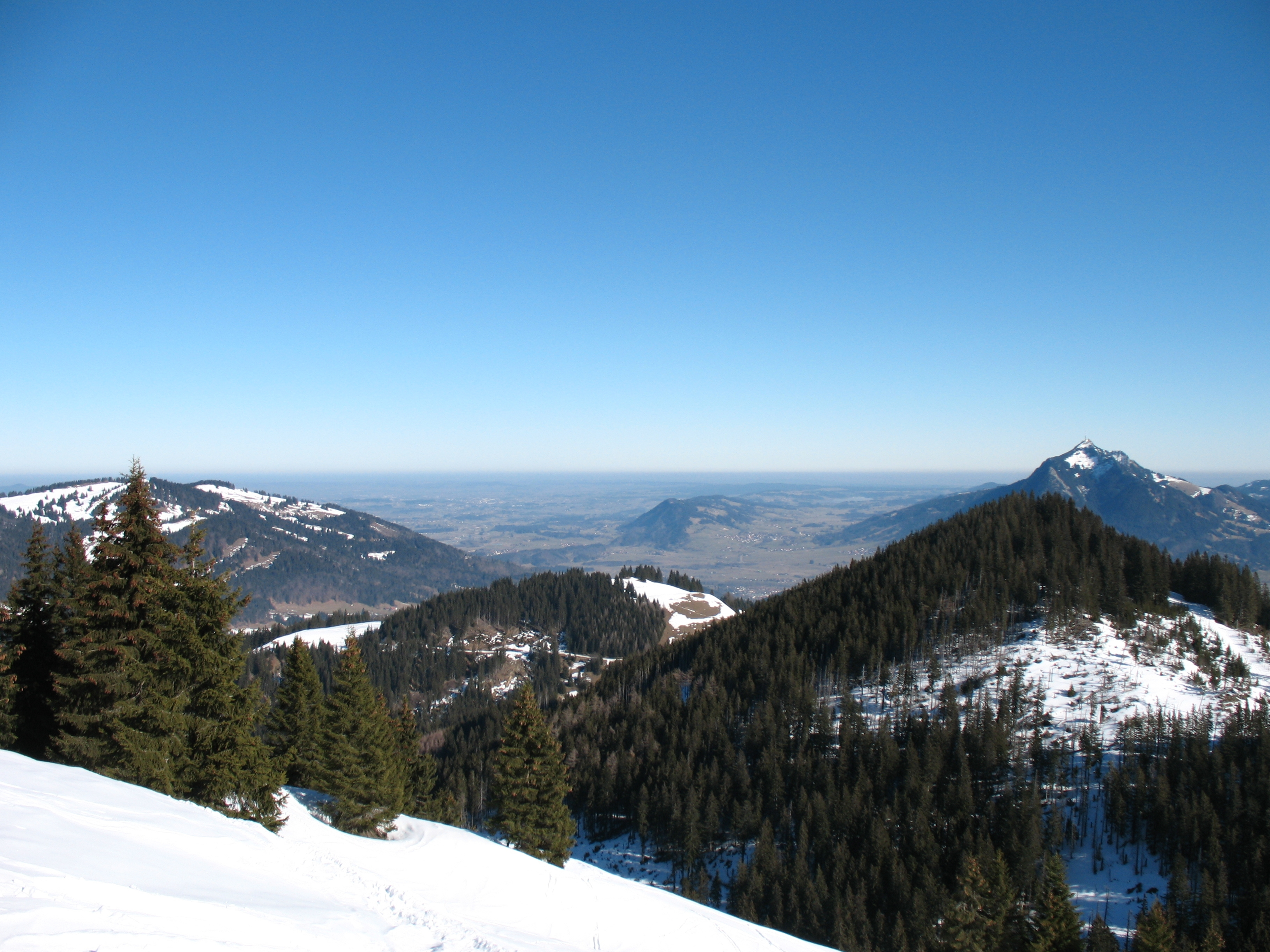

47°29′05″N 10°12′34″E / 47.48463°N 10.20958°E
錫吉斯萬格山（德語：Sigiswanger Horn），是德國的山峰，位於該國東南部，由巴伐利亞負責管轄，屬於阿爾高阿爾卑斯山脈的一部分，海拔高度1,527米，每年平均降雨量1,730毫米。